# Liste der Bodendenkmäler in Winklarn (Oberpfalz)
Auf dieser Seite sind die Bodendenkmäler in dem Oberpfälzer Markt Winklarn zusammengestellt. Diese Tabelle ist eine Teilliste der Liste der Bodendenkmäler in Bayern. Grundlage ist die Bayerische Denkmalliste, die auf Basis des Bayerischen Denkmalschutzgesetzes vom 1. Oktober 1973 erstmals erstellt wurde und seither durch das Bayerische Landesamt für Denkmalpflege geführt wird. Die folgenden Angaben ersetzen nicht die rechtsverbindliche Auskunft der Denkmalschutzbehörde.

## Bodendenkmäler in Winklarn

### Bodendenkmäler in der Gemarkung Muschenried
| Lage                   | Objekt                                                                         | Akten-Nr.     | Bild |
| ---------------------- | ------------------------------------------------------------------------------ | ------------- | ---- |
| Muschenried (Standort) | Mittelalterlicher Burgstall Das rote Haus. Siehe auch: Burgstall Das rote Haus | D-3-6541-0001 |      |

### Bodendenkmäler in der Gemarkung Schneeberg
| Lage                  | Objekt | Akten-Nr.     | Bild |
| --------------------- | --- | ------------- | ---- |
| Schneeberg (Standort) | Archäologische Befunde des Mittelalters und der frühen Neuzeit im Bereich der katholischen Nebenkirche St. Wolfgang in Schneeberg, darunter die Spuren von Vorgängerbauten bzw. älterer Bauphasen. Siehe auch: St. Wolfgang (Schneeberg) | D-3-6540-0117 |      |

### Bodendenkmäler in der Gemarkung Winklarn
| Lage                | Objekt | Akten-Nr.     | Bild |
| ------------------- | --- | ------------- | ---- |
| Winklarn (Standort) | Archäologische Befunde und Funde des Mittelalters und der frühen Neuzeit im Bereich der katholischen Pfarrkirche St. Andreas in Winklarn, darunter die Spuren von Vorgängerbauten bzw. älterer Bauphasen. Siehe auch: St. Andreas (Winklarn) | D-3-6540-0111 |      |
| Winklarn (Standort) | Archäologische Befunde und Funde im Bereich des Schlosses in Winklarn, zuvor mittelalterliche Burg. | D-3-6540-0112 |      |